# Haitham al-Maleh
Haitham al-Maleh (Damascus, 15 augustus 1931) is een Syrisch mensenrechtenverdediger, advocaat en voormalig rechter.
Maleh was een uitgesproken criticus van het regime onder Bashar al-Assad. Hij werd vanwege zijn meningsuiting meerdere malen gevangengezet, het langst van 1981 tot 1986.

## Levensloop
Maleh behaalde een academische graad in rechten en een academisch diploma in internationaal recht en begon in 1957 met zijn praktijk als advocaat. Een jaar later, in 1958, werd hij benoemd tot rechter. Na de staatsgreep van de Ba'ath-partij in 1963 werd hij nog hetzelfde jaar uit zijn functie ontslagen vanwege zijn openlijke kritiek op de uitgeroepen noodtoestand. Na zijn ontslag nam hij zijn werk weer op als advocaat.
Maleh was omstreden voor het Ba'ath-regime, omdat hij zich inzette voor vrije rechtspraak, zich uitte tegen de doodstraf voor leden van de Moslimbroederschap en pleitte voor vrijlating van politieke gevangenen. Meerdere malen schreef hij een brief naar de toenmalige president Assad, waarin hij kritiek uitte over de mensenrechtensituatie in Syrië en opriep tot hervormingen en het afschaffen van de noodtoestand. Hij werd geregeld om politieke redenen gevangengezet en gedurende langere tijd verdween hij achter de tralies tussen 1981 en 1986. Tijdens deze gevangenschap ging hij enkele malen in hongerstaking. 
Sinds 1989 is Maleh actief voor Amnesty International. In juli 2001 richtte hij de Human Rights Association in Syrië (HRAS) op. Deze organisatie is feitelijk niet erkend, maar werd gedurende de jaren wel min of meer gedoogd in Syrië. Tot 2006 was hij zelf de voorzitter van deze organisatie. In het eerste decennium van de 21e eeuw werd hij enkele keren gedurende meerdere maanden gevangengezet.
In november 2011, ten tijde van de protesten in Syrië, maakte hij een tour langs de regeringen van de Cooperation Council for the Arab States of the Gulf om ze te overtuigen in te grijpen in de situatie in Syrië.

## Erkenning
- 2006: Geuzenpenning, Nederland
- 2010: Alkarama Award, Zwitserland